# Valenictus chulavistensis
Genre
Espèce
Valenictus chulavistensis est une espèce éteinte de morses (famille : Odobenidae), qui vivait aux États-Unis durant le Pliocène et le début du Pléistocène, il y a environ entre 4,9 et 1,8 Ma (millions d'années). C'est la mieux connue de son genre. Elle doit sa dénomination spécifique à la ville de Chula Vista.
Ses restes ont été découverts à proximité de la ville de Chula Vista, dans le Comté de San Diego, en Californie.
Contrairement au morse actuel (Odobenus rosmarus), qui vit en Arctique, Valenictus chulavistensis fréquentait plutôt les eaux chaudes. Il possédait deux fortes canines en forme de défense, comme son parent actuel, de longueur comparable, mais plus épaisses que celles de ce dernier. En revanche, il ne possédait pas d'autres dents. On pense que, comme le morse actuel, il se nourrissait de mollusques bivalves, dont il aspirait la chair après avoir brisé la coquille.